# Scars
Scars е втори студиен музикален албум на алтърнатив метъл групата Сойл, който е издаден на 11 септември 2001 г. от J Records. За разлика от предишните записи, това е първи албум издаден от голяма звукозаписна компания. Той се превръща в най-успешния за Сойл. Scars е първият метъл албум издаден от J Records.

## Промотиране и турне
Турнета в подкрепа на предстоящия албум започват през август 2001 г. В деня на излизането на албума Сойл има планирано участие в родния им Чикаго, но то е отменено поради атентатите от 11 септември. Групата взима участие в турнето Merry Mayhem, което се провежда в края на 2001 г. заедно с Ози Озбърн, Роб Зомби и Mudvayne. През 2002 г. са по участия със Soulfly, Static-X и Onesidezero. Сойл участва на втора сцена на Ozzfest 2002, където изпълняват песента Halo със Зак Уайлд.

## Състав
- Раян Маккомбс – вокали
- Том Шофилд – барабани
- Адам Зейдъл – китара
- Шоун Глас – китара
- Тим Кинг – бас

## Песни
| Заглавие              | Дължина |
| --------------------- | ------- |
| 1. „Breaking Me Down“ | 2:35    |
| 2. „Halo“             | 3:16    |
| 3. „Need to Feel“     | 3:39    |
| 4. „Wide Open“        | 3:25    |
| 5. „Understanding Me“ | 2:57    |
| 6. „My Own“           | 3:43    |
| 7. „Unreal“           | 3:15    |
| 8. „Inside“           | 3:17    |
| 9. „Two Skins“        | 2:57    |
| 10. „The One“         | 2:49    |
| 11. „New Faith“       | 3:16    |
| 12. „Why“             | 2:59    |
| 13. „Black 7“         | 4:59    |

## Позиции в класациите

### Албум
| Година | Класация         | Позиция |
| ------ | ---------------- | ------- |
| 2001   | US Billboard 200 | 193     |
| 2001   | Heatseekers      | 10      |
| 2001   | UK Albums Chart  | 150     |

### Сингли
| Година | Сингъл | Класация                      | Позиция |
| ------ | ------ | ----------------------------- | ------- |
| 2001   | Halo   | US Hot Mainstream Rock Tracks | 22      |
| 2002   | Unreal | US Hot Mainstream Rock Tracks | 31      |